# Nicolás de Jesús López Rodríguez

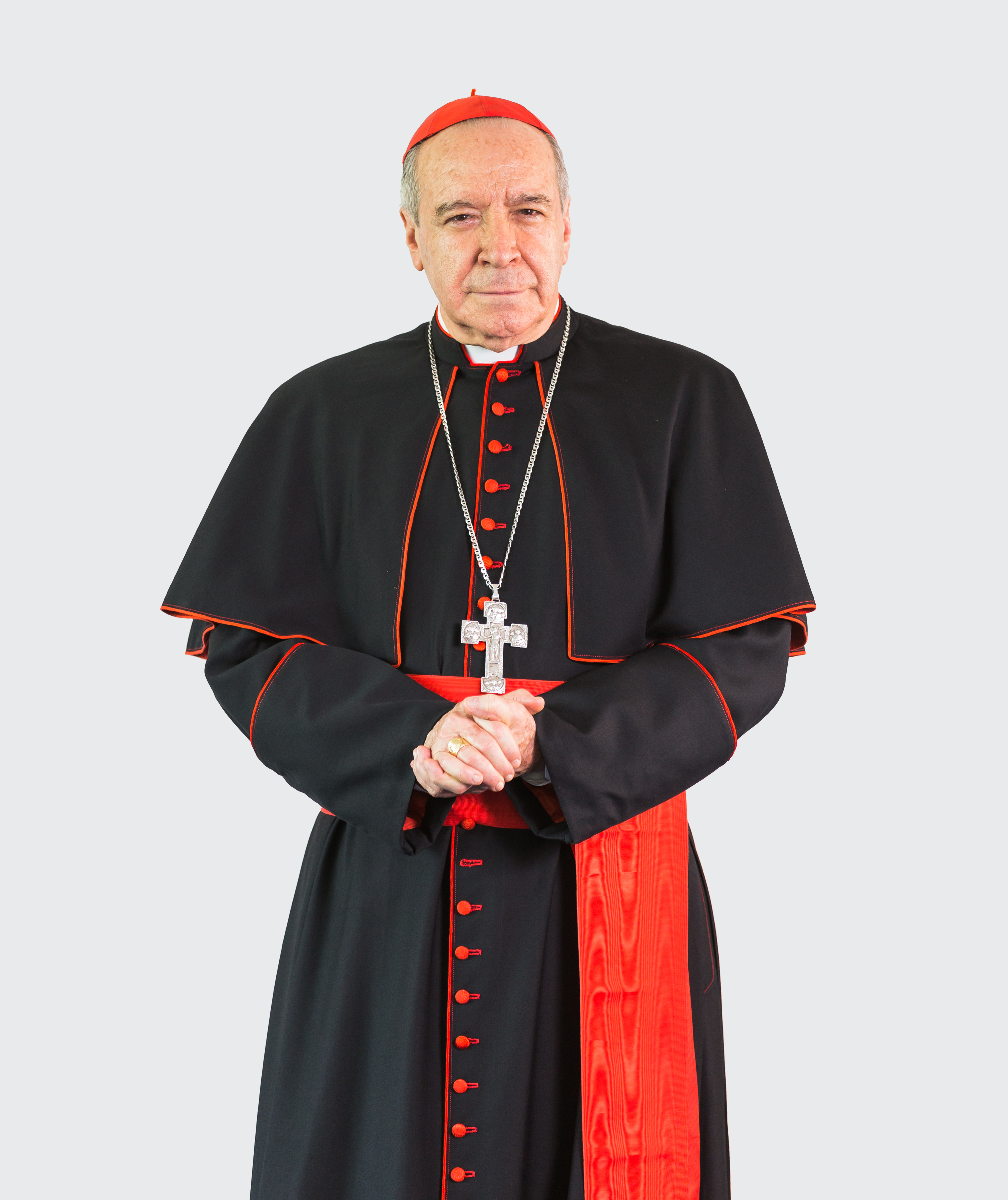
Nicolás de Jesús Kardinal López Rodríguez (ca. 2014)

Kardinalswappen

Nicolás de Jesús Kardinal López Rodríguez (* 31. Oktober 1936 in Barranca, Dominikanische Republik) ist ein dominikanischer Geistlicher und emeritierter römisch-katholischer Erzbischof von Santo Domingo.

## Leben
Nicolás de Jesús López Rodríguez studierte am Priesterseminar von Santo Domingo Philosophie und Katholische Theologie. Am 18. März 1961 wurde er durch den Bischof von La Vega, Francisco Panal Ramírez OFMCap, zum Priester geweiht und wirkte anschließend in der Gemeindeseelsorge. Gleichzeitig setzte er seine Studien fort und wurde schließlich nach Rom entsandt, wo er sich in den Fächern Pastoralsoziologie, Sozialwissenschaften und Kanonisches Recht spezialisierte. Anschließend versah er verschiedene Aufgaben in der Verwaltung seines Heimatbistums La Vega, ehe ihm im Jahre 1970 mit dem Amt des Generalvikars die Leitung der Administration übertragen wurde.
Papst Paul VI. ernannte ihn am 16. Januar 1978 zum ersten Bischof von San Francisco de Macorís. Die Bischofsweihe spendete ihm der Erzbischof von Santo Domingo, Octavio Antonio Kardinal Beras Rojas, am 25. Februar desselben Jahres. Mitkonsekratoren waren der Bischof von La Vega, Juan Antonio Flores Santana, und Weihbischof Jesús María de Jesús Moya aus Santiago de los Caballeros.
Am 15. November 1981 ernannte ihn Papst Johannes Paul II. zum Erzbischof von Santo Domingo. Am 4. April 1982 wurde er zusätzlich zum Militärbischof der Dominikanischen Republik ernannt. Von 1984 bis 2002 war er Vorsitzender der Dominikanischen Bischofskonferenz. In Anerkennung seiner vielfältigen wissenschaftlichen und pastoralen Verdienste erhielt Lopéz Rodríguez zahlreiche Auszeichnungen. Er ist Inhaber mehrerer Ehrendoktortitel und Träger des Großen Kreuzes von Isabella der Katholischen. Papst Johannes Paul II. nahm ihn im Juni 1991 als Kardinalpriester mit der Titelkirche San Pio X alla Balduina in das Kardinalskollegium auf.
Er nahm am Konklave 2005 und am Konklave 2013 teil.
Papst Franziskus nahm am 4. Juli 2016 seinen altersbedingten Rücktritt vom Amt des Erzbischofs von Santo Domingo an. Am 2. Januar 2017 wurde auch sein Rücktritt als Militärbischof der Dominikanischen Republik angenommen.

## Positionen
Nicolás de Jesús Kardinal López Rodríguez wurde in den letzten Jahren seiner Amtszeit durch eine homophobe Grundhaltung bekannt. Als 2013 der offen homosexuell lebende Wally Brewster als neuer US-Botschafter sein Amt in der Dominikanischen Republik antrat, kommentierte López Rodríguez dies mit den Worten „Gehen wir jetzt von Schwuchteln und Lesben zu den Hühnern über?“. Im Dezember 2015 verspottete er Brewster erneut mit der Aussage, dieser solle sich „auf seine Hausarbeit konzentrieren“, da er „als Ehefrau mit einem Mann verheiratet“ sei. Brewster hatte zuvor Korruption in der Dominikanischen Republik kritisiert.

## Mitgliedschaften
Nicolás de Jesús Kardinal López Rodríguez ist Mitglied folgender Institutionen der römischen Kurie:
- Kongregation für den Klerus (bis 2014)[5]
- Kongregation für die Institute geweihten Lebens und für die Gesellschaften apostolischen Lebens (bestätigt 2014)[6]
- Päpstlicher Rat für die sozialen Kommunikationsmittel
- Päpstliche Kommission für Lateinamerika (seit 2009[7], bestätigt 2014[8])